# Palliduphantes longiscapus
Palliduphantes longiscapus är en spindelart som först beskrevs av Jörg Wunderlich 1987.  Palliduphantes longiscapus ingår i släktet Palliduphantes och familjen täckvävarspindlar.
Artens utbredningsområde är Kanarieöarna. Inga underarter finns listade i Catalogue of Life.